# Нерон и Агриппина (фильм)
«Нерон и Агриппина» (итал. Nerone e Agrippina) — итальянский художественный фильм Марио Казерини по роману Арриго Бойто «Нерон» (по другой версии по сочинению Светония «Жизнь двенадцати цезарей»).

## Предыстория
Идея поставить масштабный исторический фильм возникла у Казерини после коммерческого провала фильма «Последние дни Помпеи» (1913). По данным французского историка Ж. Садуля, на фильм была потрачена сумма, эквивалентная 1 миллиону франков, причём в интертитрах точно указывалось, сколько стоил каждый из эпизодов.

## Прокат
О прокате фильма в Италии нет сведений, однако французский историк кино Ж. Садуль пишет о прокате фильма во Франции, где его монопольно приобрёл Пате. Фильм был «объявлен шедевром», однако во Франции он потерпел сокрушительный провал. Одним из основных минусов фильма Садуль указывает плохую актёрскую игру). По его словам, «зрительный зал … сотрясался от хохота». В Португалии фильм вышел в прокат только в 1918 году.

## Сноски
1. 1 2 3  Ж. Садуль. Всеобщая история кино. Том 2. — М.:"Искусство", 1958, стр. 212.
2. ↑  IMDB. Дата обращения: 19 декабря 2013. Архивировано 13 апреля 2016 года.